# Mali ai Giochi della XXX Olimpiade
Il Mali ha partecipato ai Giochi della XXX Olimpiade di Londra che si sono svolti dal 27 luglio al 12 agosto 2012. È stata la 12ª partecipazione degli atleti maliani ai giochi olimpici estivi.
Gli atleti della delegazione maliana sono stati 6 (4 uomini e 2 donne), in 3 discipline. Alla cerimonia di apertura la portabandiera è stata Rahamatou Drame, atleta specializzata nelle gare con ostacoli; nessun portabandiera ha presenziato alla cerimonia di chiusura.
Nel corso della manifestazione il Mali  ha ottenuto una medaglia.

## Medaglie

### Medagliere per disciplina
| Sport  | Oro | Argento | Bronzo | Totale |
| Totale | 0   | 0       | 1      | 1      |
| ------ | --- | ------- | ------ | ------ |

## Atletica leggera
| Q | Qualificato al turno successivo per la posizione in qualificazione                                                           |
| q | Qualificato per il turno successivo per ripescaggio o, negli eventi su campo, conquistando la misura minima per qualificarsi |

### Maschile
Eventi di corsa su pista e strada
| Atleta         | Evento | Batteria  | Batteria  | Semifinale      | Semifinale      | Finale          | Finale          |
| Atleta         | Evento | Risultato | Posizione | Risultato       | Posizione       | Risultato       | Posizione       |
| -------------- | ------ | --------- | --------- | --------------- | --------------- | --------------- | --------------- |
| Moussa Camarao | 800 m  | 1'51"36   | 6°        | non qualificato | non qualificato | non qualificato | non qualificato |

### Femminile
Eventi di corsa su pista e strada
| Atleta          | Evento         | Batteria  | Batteria  | Semifinale      | Semifinale      | Finale          | Finale          |
| Atleta          | Evento         | Risultato | Posizione | Risultato       | Posizione       | Risultato       | Posizione       |
| --------------- | -------------- | --------- | --------- | --------------- | --------------- | --------------- | --------------- |
| Rahamatou Drame | 100 m ostacoli | DSQ       | DSQ       | non qualificata | non qualificata | non qualificata | non qualificata |

## Judo
Maschile
| Atleta     | Evento  | 16-esimi                      | Ottavi               | Quarti               | Semifinali           | Ripescaggio          | Med. bronzo          | Finale               | Posizione       |
| Atleta     | Evento  | Avversario Risultato          | Avversario Risultato | Avversario Risultato | Avversario Risultato | Avversario Risultato | Avversario Risultato | Avversario Risultato | Posizione       |
| ---------- | ------- | ----------------------------- | -------------------- | -------------------- | -------------------- | -------------------- | -------------------- | -------------------- | --------------- |
| Oumar Koné | -100 kg | L. Corrêa (BRA) P (0002-0102) | non qualificato      | non qualificato      | non qualificato      | non qualificato      | non qualificato      | non qualificato      | non qualificato |

## Nuoto e sport acquatici

### Nuoto
Maschile
| Atleta          | Evento             | Batterie | Batterie   | Semifinali      | Semifinali      | Finale          | Finale          |
| Atleta          | Evento             | Tempo    | Classifica | Tempo           | Classifica      | Tempo           | Classifica      |
| --------------- | ------------------ | -------- | ---------- | --------------- | --------------- | --------------- | --------------- |
| Mamadou Soumare | 100 m stile libero | 57"32    | 52º        | non qualificato | non qualificato | non qualificato | non qualificato |

Femminile
| Atleta               | Evento            | Batterie | Batterie   | Semifinali      | Semifinali      | Finale          | Finale          |
| Atleta               | Evento            | Tempo    | Classifica | Tempo           | Classifica      | Tempo           | Classifica      |
| -------------------- | ----------------- | -------- | ---------- | --------------- | --------------- | --------------- | --------------- |
| Fatoumata Samassékou | 50 m stile libero | 31"88    | 62ª        | non qualificata | non qualificata | non qualificata | non qualificata |

## Taekwondo
Maschile
| Atleta            | Evento | Ottavi                   | Quarti                           | Semifinale              | Classifica |
| Atleta            | Evento | Avversario Risultato     | Avversario Risultato             | Avversario Risultato    | Classifica |
| ----------------- | ------ | ------------------------ | -------------------------------- | ----------------------- | ---------- |
| Daba Modibo Keïta | +80 kg | A. Irgashev (UZB) V 13-4 | F. Coulombe-Fortier (CAN) V 11-6 | C. Molfetta (ITA) P 4-6 | Bronzo     |
|                   |        |                          |                                  |                         |            |